# غالاكتيكوس

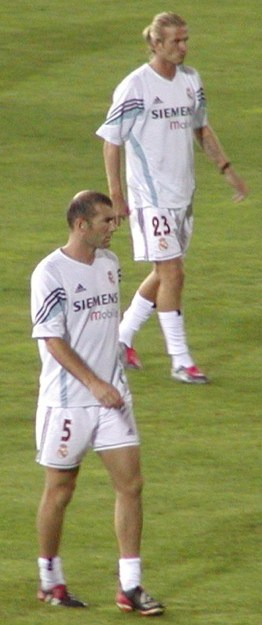
زين الدين زيدان وديفيد بيكهام مع ريال مدريد في عام 2003. وكلاهما مثال على سياسة الجلاكتيكوس.

غالاكتيكوس (بالإسبانية: Galácticos)‏ (تعني المجرات، في إشارة إلى نجوم كرة القدم) هم لاعبو كرة قدم ذوو شهرة عالمية في ريال مدريد تم استقطابهم خلال سياسة «الغالاكتيكوس» المتبعة خلال رئاسة فلورنتينو بيريز لريال مدريد، حيث اشترى في فترته الأولى في أوائل العقد الأول من القرن الحادي والعشرين على الأقل غالاكتيكو واحدًا في صيف كل عام. غالبًا ما تُستخدم كلمة غالاكتيكوس الآن بمعنى أكثر عمومية لقائمة مختارة من نجوم كرة القدم في أي فريق.
المصطلح نفسه يحمل معاني إيجابية وسلبية. في البداية، تم استخدامه للتأكيد على عظمة التوقيع مع اللاعبين الخارقين وبناء فريق عالمي المستوى. في وقت لاحق، جذب المصطلح دلالة سلبية أكثر؛ أصبح غالاكتيكو مرادفًا لبريما دونا ويستخدم للسخرية من سياسة الانتقالات، بعد تصور وسائل الإعلام بأن السياسة قد فشلت في تحقيق مستويات النجاح المتوقعة مع الريال.
تم استخدام المصطلح أحيانًا لوصف الفرق الأخرى، في كل من كرة القدم والرياضات الأخرى، التي يُنظر إليها على أنها تتبع سياسة مماثلة. على سبيل المثال، أطلق المعلق البريطاني في اتحاد الرغبي مارتن جيلينجهام على نادي تولون الفرنسي لقب «غالاكتيكوس الرغبي» في عام 2012 بسبب موجة التعاقدات مع النجوم الدوليين من قبل المالك مراد بوجلال.

## الأصول
على الرغم من انتشار هذا المصطلح في العقد الأول من القرن الحادي والعشرين، إلا أن أصول سياسة غالاكتيكو تعود إلى الخمسينيات والستينيات من القرن الماضي، عندما تم تأسيس هذه السياسة لأول مرة من قبل رئيس النادي سانتياغو بيرنابيو. تعاقد برنابيو مع لاعبين متعددين مقابل رسوم انتقال كبيرة في تتابع سريع، مثل ألفريدو دي ستيفانو، فيرينتس بوشكاش، ريموند كوبا، خوسيه سانتاماريا وفرانشيسكو خينتو. سمحت فترة الشراء هذه لريال مدريد بالاستمتاع بأروع حقبة من الهيمنة، حيث فاز بـ 12 بطولة في الدوري الإسباني وستة كؤوس أوروبية.
تناقضت سياسة انتقال الغالاكتيكوس مع حقبة خماسي النسر في أواخر الثمانينيات. أدى ذلك إلى لعب ريال مدريد بأسلوب أكثر بدنية وأقل جاذبية في كرة القدم، وزاد من التركيز على إنتاج لاعبين محليين مثل سانشيز وميتشيل. سمحت هذه الفترة لريال مدريد أيضًا بالاستمتاع بالنجاحات المحلية والأوروبية، حيث فاز بخمس بطولات في الدوري الإسباني وكأس الاتحاد الأوروبي مرتين.

## عصرالغالاكتيكوسالأول

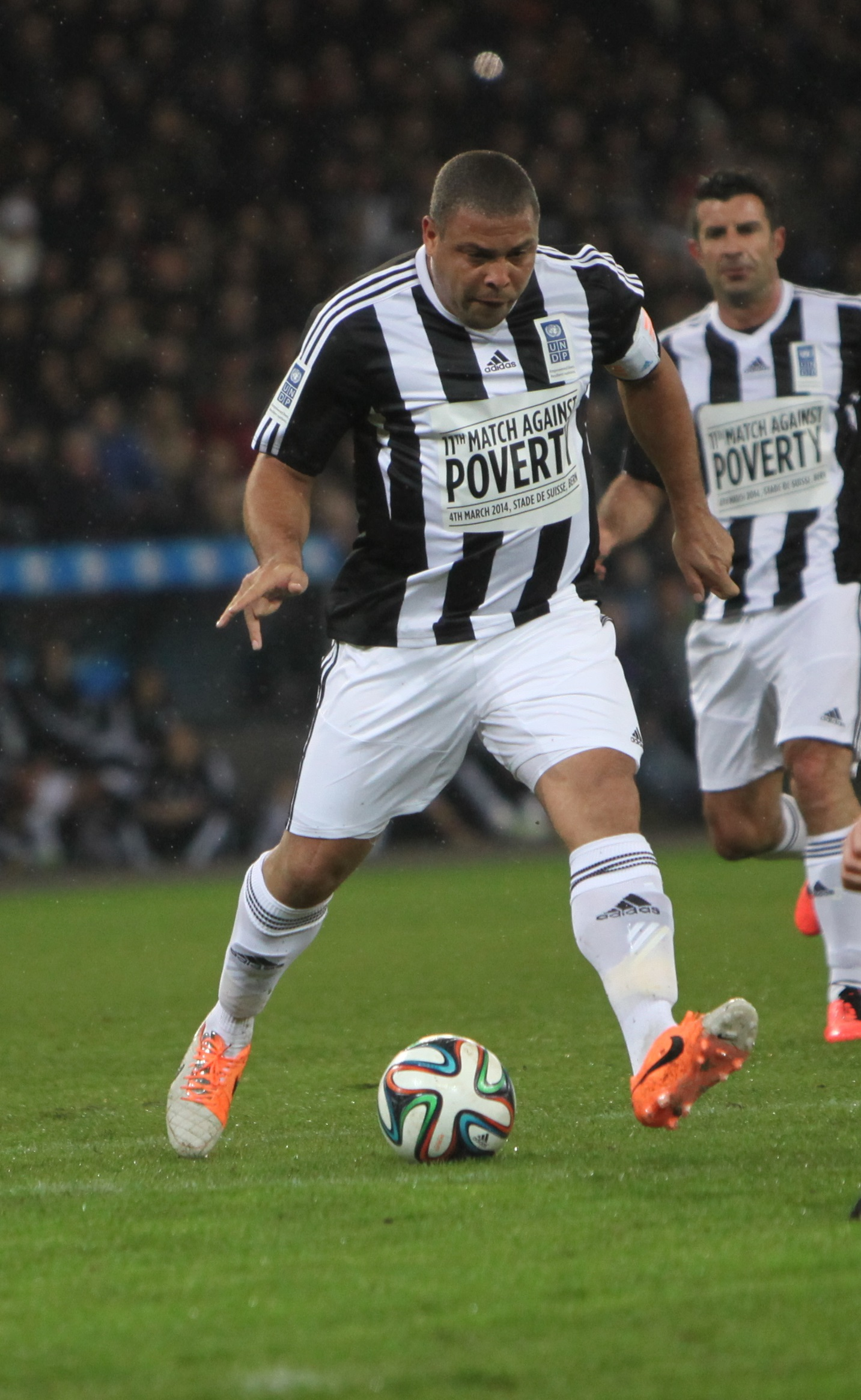
أنفق ريال مدريد 108 مليون يورو للتعاقد مع رونالدو ولويس فيغو (الصورة في 2014) في أوائل العقد الأول من القرن الحادي والعشرين.

تعتبر حقبة الغالاكتيكوس الأولى مرادفة لرئاسة فلورنتينو بيريز بين 2000–2006، بدءًا من التوقيع مع لويس فيغو في عام 2000، إلى رحيل ديفيد بيكهام في عام 2007. جلبت حقبة بيريز الأولى:
- لويس فيغو – وقع في 2000 مقابل 60 مليون يورو من برشلونة.
- زين الدين زيدان – وقع في 2001 مقابل 73.5 مليون يورو من يوفنتوس.
- رونالدو – وقع في 2002 مقابل 45 مليون يورو من إنتر ميلان.
- ديفيد بيكهام – وقع في 2003 مقابل 37.5 مليون يورو من مانشستر يونايتد.
- مايكل أوين – وقع في 2004 مقابل 9 مليون يورو من ليفربول.
- روبينيو – وقع في 2005 مقابل 24 مليون يورو من سانتوس.
- سيرخيو راموس – وقع في 2005 مقابل 27 يورو مليون من إشبيلية.

غالبًا ما تم اعتبار العديد من اللاعبين الآخرين جزءًا من تراث الغالاكتيكوس نظرًا لتأثيرهم على الفريق خلال تلك الفترة، على الرغم من توقيعهم قبل عهد بيريز، أو خريجي أكاديمة الشباب. وشملت هذه:
- فرناندو هييرو – وقع قبل رئاسة بيريز في 1989 مقابل 1 مليون يورو من ريال بلد الوليد.
- راؤول – تخرج من نظام الشباب في 1994.
- غوتي – تخرج من نظام الشباب في 1995.
- روبرتو كارلوس – وقع قبل رئاسة بيريز في 1996 مقابل 3.5 مليون يورو من إنتر ميلان.
- فرناندو مورينتس – وقع قبل رئاسة بيريز في 1997 مقابل 6.6 مليون يورو من سرقسطة.
- إيفان هيليغيرا – وقع قبل رئاسة بيريز في 1999 مقابل 4.5 مليون يورو من إسبانيول.
- ميشيل سالغادو – وقع قبل رئاسة بيريز في 1999 مقابل 11 مليون يورو من سيلتا فيغو.
- ستيف ماكمانامان – وقع قبل رئاسة بيريز في 1999 مقابل انتقال مجاني من ليفربول.
- نيكولا أنيلكا – وقع قبل رئاسة بيريز في 1999 مقابل 35 مليون يورو من أرسنال.
- إيكر كاسياس – تخرج من نظام الشباب في 1999.
- كلود ماكيليلي – وقع في 2000 مقابل 14 مليون من سيلتا فيغو.

## 2000–2006: رئاسة بيريز الأولى
على الرغم من فوز ريال مدريد بالفعل بدوري أبطال أوروبا مرتين في عامي 1998 و2000 تحت رئاسة لورينزو سانز، خسر سانز محاولته لإعادة انتخابه لصالح بيريز. فاز بيريز من خلال الوعد بسياسة انتقالات جديدة جريئة وتعاقدات جديدة باهظة الثمن، على وجه الخصوص، لويس فيغو من الغريم برشلونة.
ثم باع بيريز ملعب تدريب النادي، سيوداد ديبورتيفا، مقابل 480 مليون يورو، مما سمح للريال بتصفية الديون، وبناء مجمع تدريب بديل بجزء بسيط من التكلفة. كما سمح باستخدام أموال كبيرة في انتقالات اللاعبين. تم التحقيق في صفقة بيع المجمع لاحقًا من قبل الاتحاد الأوروبي على أساس المنافسة غير القانونية، ومع ذلك، لم يتم توجيه أي اتهامات.
بعد شراء فيغو مقابل 62 مليون يورو، وهي رسوم انتقال قياسي آنذاك، سعى بيريز لشراء نجم عالمي واحد على الأقل (يطلق عليه اسم غلاكتيكو) في كل صيف. تم كسر الرقم القياسي بعد عام بشراء زين الدين زيدان من يوفنتوس مقابل 75 مليون يورو. بعد المطالبة بإدماج الشباب في الفريق، والذي تزامن مع تعيين فيسنتي ديل بوسكي، تمت إعادة تسمية السياسة باسم «زيدان وبافونيس» (بالإسبانية: Zidanes y Pavones)‏، مع اشتقاق الاسم من زيدان وفرانسيسكو بافون، وهو لاعب من أكاديمية الشباب للنادي – كانت الفكرة هي التوقيع مع نجم عالمي واحد كل عام، وتعزيز اللاعبين الشباب بشكل متقطع.
كان فلورنتينو بيريز مغرمًا أيضًا بفرانشيسكو توتي، لاعب الوسط الهجومي العالمي السابق الذي كان يلعب مع روما في ذلك الوقت، وحاول التعاقد معه من أجل إكمال فريق الغالاكتيكوس، لكن تم رفضه، بسبب أن اللاعب الإيطالي كان لديه ولاء لناديه روما. صرح توتي في مقابلة أن اللوس بلانكوس أرسلوا له قميص رقم 10 مكتوب عليه «توتي» لإظهار جديتهم.

### النجاح المبدئي
تبع ذلك نجاح فوري لمدة ثلاثة مواسم، حيث فاز ريال بلقب الدوري الأسباني في 2000–01 و2002–03، وحصل على دوري أبطال أوروبا 2001–02، وسجل زيدان هدف الفوز في النهائي. بعد فوزه بلقب الدوري الإسباني 2002–03، جلب ريال مدريد لاعب الوسط الإنجليزي ديفيد بيكهام من مانشستر يونايتد مقابل 35 مليون يورو. أدى مكانة بيكهام كلاعب كرة قدم عالمي المستوى، بالإضافة إلى زواجه من نجمة البوب فيكتوريا آدامز التي حظيت بدعاية كبيرة، إلى اكتساب ريال مدريد إمكانات إعلانية كبيرة في جميع أنحاء العالم، وخاصة في آسيا. من خلال الترويج للاعبين النجوم الآخرين في حملات تسويقية مختلفة في القارة، أصبح النادي أغنى نادٍ في العالم من حيث الإيرادات في 2005–06.
على الرغم من التوقعات باستمرار الهيمنة على المسابقات المحلية والأوروبية، فشل النادي في الفوز بأي لقب في المواسم الثلاثة المقبلة. كما عانوا من الإقصاء في دوري أبطال أوروبا، وخرجوا من ربع نهائي 2004، وفي دور الـ16 في 2005 و2006. في نفس الفترة، فاز برشلونة بلقب الدوري الإسباني على التوالي في 2005 و2006، إلى جانب فوزهم بلقب دوري أبطال أوروبا 2005–06.

### الفشل المتصور
تم اقتراح عدة أسباب في وسائل الإعلام لفشل سياسة الغالاكتيكوس:
- أضر عدم الاهتمام بالمواهب الدفاعية بالفريق، حيث تم التغاضي عن الانتقالات المتوقعة في هذه المراكز لأن بيريز لم يرغب في دفع أجور كبيرة للاعبين الدفاعيين. بعد فترة وجيزة من توقيع بيكهام، غادر ماكيليلي الفريق عندما رفض النادي رفع راتبه المنخفض نسبيًا، على الرغم من اعتباره على نطاق واسع أحد أفضل لاعبي خط الوسط الدفاعيين في العالم ومفتاح الفريق. فشلت مفاوضات توقيع باتريك فييرا من أرسنال عام 2004 لأسباب مماثلة. اللاعبون الدفاعيون الذين وقع معهم بيريز خلال هذه الفترة، وهم والتر صامويل وتوماس غرافيسن وجوناثان وودغيت وسيسينيو وكارلوس ديوغو وبابلو غارسيا، كلهم مقابل رسوم انتقال عالية، فشلوا أثناء اللعب للنادي، حيث بدأ وودغيت هو النجاح الوحيد المحتمل، وقد دمرته إصابات خطيرة. فشل سيرخيو راموس، الذي انضم إلى ريال مدريد مقابل 27 مليون يورو في صيف 2005 من إشبيلية، في التألق حتى رحيل بيريز في عام 2006. بافون، لم يرق أبدًا إلى مستوى التوقعات وترك النادي في 2007.
- إقالة المدرب فيسنتي ديل بوسكي المفاجئة، والذي فاز بلقبين في دوري أبطال أوروبا، وقاد ريال مدريد إلى لقب الدوري التاسع والعشرين في موسم 2002–03. لقد قيل أن هناك انقسامًا سياسيًا، مع ديل بوسكي ولاعبيه (على وجه التحديد هييرو، مورينتس، وستيف ماكمانامان)، ضد السياسة التي وضعها بيريز. كان ثلاثة من اللاعبين المذكورين قد دعموا زيادة كبيرة في الأجور لماكيليلي، وغادروا جميعًا النادي بعد فترة وجيزة من رحيل ديل بوسكي. الأهم من ذلك، أن ديل بوسكي كان قادرًا على تحقيق التوازن بين العديد من الأنا المختلفة للاعبين في الفريق المرصع بالنجوم، مع الأخذ في الاعتبار أن العديد من الغالاكتيكوس كانوا يتنافسون جميعًا على نفس المركز. بدون ديل بوسكي، فشل اللاعبون الخارقون في تشكيل وحدة كرة قدم متماسكة، مما يشير إلى أن وجود عدد كبير من لاعبي كرة القدم الموهوبين والمشهورين لم يترجم بشكل فعال إلى فريق كرة قدم رائع.
- عدم الاستقرار والتدخل من قبل بيريز، الذي عين كارلوس كيروش، مساعد المدرب في يونايتد، في الأسبوع الذي أعقب وصول بيكهام وإقالة ديل بوسكي. يُزعم أن كيروش أُجبر على اختيار اللاعبين النجوم، بغض النظر عن الشكل أو الأداء على أرض الملعب من أجل تعظيم إمكانات التسويق، وكان لديه مساهمة محدودة في القرارات التكتيكية. وصف ماكمانامان في وقت لاحق هذا بأنه «دزننة ريال مدريد» في سيرته الذاتية. تم طرد كيروش لاحقًا بعد موسم واحد فقط بلا ألقاب في 2003–04، حيث عانى ريال في السنوات اللاحقة من معدل دوران كبير في الموظفين غير اللاعبين، مع أربعة مدربين وأربعة مديرين لكرة القدم في السنوات الأربع التي أعقبت إقالة ديل بوسكي في 2003.
- التوقيعات لأسباب غير متعلقة بكرة القدم (تسويقية)، وبالتحديد فيما يتعلق ببيكهام. بيكهام، الجناح الأيمن الطبيعي، انضم إلى النادي جزئياً بسبب شعبيته الهائلة في آسيا. هذا يعني أن فيغو، الجناح الأيمن الآخر الموجود بالفعل في النادي، كان عليه التنافس على المركز الأساسي في النادي. التعاقد مع لاعبين رفيعي المستوى في نفس المركز يعني أن أحدهما أو الآخر اضطر للخروج من المركز في العديد من المباريات، مع وجود بيكهام في مركز خط الوسط الدفاعي عندما كان فيغو على اليمين، أو فيغو على اليسار عندما يحل بيكهام على اليمين. وبحسب ما ورد نقل مدير سابق للنادي قوله إنم وقعوا مع بيكهام بسبب شكله الجميل ورونالدينيو، الذي انضم إلى برشلونة في الصيف نفسه، كان «قبيحًا جدًا» على أن يلعب مع ريال مدريد. بينما فشل ريال مدريد في الفوز بأي لقب لثلاثة مواسم متتالية، قاد رونالدينيو عودة برشلونة القوية. وعلاوة على ذلك، أثبت أنه أحد أكثر اللاعبين قابلية للتسويق خلال تلك الفترة.
- كانت الجولة الآسيوية قبل الموسم 2003 تلبي احتياجات تسويق النادي أكثر من تلبية استعدادات لاعبيه. بعد وقت قصير من انضمام بيكهام إلى النادي، شرع الفريق في جولة صيفية لمدة 18 يومًا في آسيا، للاستفادة من جاذبيته العالمية. وتضمنت مباريات استعراضية في بكين وطوكيو وهونغ كونغ وبانكوك، والتي أكسبت النادي وحدها 10 ملايين يورو. قارن البعض هذه الجولة بالزيارة الأولى لفريق البيتلز إلى الولايات المتحدة في عام 1964. على الرغم من كونها مربحة وتولد دعاية واسعة، إلا أن قيمة التحضير لما قبل الموسم في آسيا كانت موضع شك، حيث فشل الفريق في الاستعداد بشكل كافٍ للموسم التالي. كان الأمر مرهقًا للاعبين، حيث كانت هناك جولات لا نهاية لها من المشاركات الدعائية والقيود المفروضة على حرية حركة اللاعبين (بسبب محاصرة فندق الفريق من قبل الجماهير). اعترف معظم اللاعبين بأنهم كانوا يفضلون معسكرًا تدريبيًا منخفض المستوى و/أو أن يكونوا على أرضهم في إسبانيا لتحضيرات ما قبل الموسم، بدلاً من لعب مباريات استعراضية لا معنى لها ضد خصوم ذوي جودة منخفضة.[6]
- قرارات انتقالات سيئة، خاصة فيما يتعلق بـ صامويل إيتو. امتلك ريال مدريد 50% من العقد الذي وقعه إيتو مع مايوركا منذ عام 1998، وتكون للريال الأولوية في التوقيع معه إذا ما أراد مغادرة مايوركا. باع بيريز هذه الحقوق إلى إيتو في عام 2004، بحجة أن ريال مدريد لديه بالفعل أفضل مهاجمين في الدوري (رونالدو وراؤول)، وأنه لا يوجد مكان لمهاجم آخر. كما استبعد إيتو أن يعود إلى النادي لأسباب مماثلة، على الرغم من تعاقد ريال مدريد مع مهاجم آخر في نفس الصيف مايكل أوين. انضم إيتو لاحقًا إلى برشلونة وقادهم للفوز بلقب الدوري الإسباني لمواسم 2004–05 و2005–06 و2008–09، بالإضافة إلى ألقاب دوري أبطال أوروبا في موسمي 2005–06 و2008–09. وفي الوقت نفسه، أوين، الذي كان بديل لإيتو، غادر بعد موسم واحد بعد فشله في تأمين مركز أساسي في ريال مدريد.

### نهاية العصر الأول
يبدو أن التراجع في أداء الفريق على أرض الملعب قد أصاب وصل إلى الحضيض في موسم 2005–06، حيث خرجوا من دوري أبطال أوروبا أمام أرسنال في دور الـ16 دون تسجيل أي هدف في أي من المباراتين. وهذا جعل بيريز يستقيل كرئيس للنادي في 27 فبراير 2006، وخلفه رامون كالديرون.
يعتبر الموسم الأخير من عصر الغالاكتيكوس هو موسم 2006–07. تم إحضار فابيو كانافارو ورود فان نيستلروي مقابل رسوم انتقال إجمالية قدرها 21 مليون يورو، بينما غادر كل من زيدان ورونالدو، مع اعتزال الأول. كانت الانتقالات الواردة ملحوظة في حقيقة أن اهتمام وسائل الإعلام أقل أو التسويق الذي شارك في توقيع هؤلاء اللاعبين؛ كان كانافارو قد بدأ حديثًا بقيادة منتخب إيطاليا في نهائيات كأس العالم 2006، لكنه ترك يوفنتوس بعد أن هبط إلى دوري الدرجة الثانية، بينما كان فان نيستلروي قد فقد شعبيته في مانشستر يونايتد. تم النظر إلى كلا التوقيعين على أنهما ضروريان للفريق، الذي افتقر إلى الاستقرار في كل من الهجوم والدفاع في الموسم السابق.
بعد رحيل بيريز، تعاقد كالديرون مع فابيو كابيلو. قام كابيلو بعمل توازن للفريق وابتعد عن نهج الغالاكتيكوس الذي تم فرضه سابقًا، حيث قام كابيلو بإجلاس بيكهام على الدكة بشكل مشهور لفترات من الموسم، بسبب أداءه وعدم قدرته على الاندماج في التشكيلة الأساسية. ومع ذلك، عاد بيكهام إلى الفريق خلال النصف الثاني من الموسم، واعتبره الكثيرون على نطاق واسع أحد أفضل اللاعبين أداءً في ذلك الوقت. لا يزال أداء الفريق في دوري أبطال أوروبا محبطًا، مع إقصائهم أمام بايرن ميونخ بسبب قانون أهداف خارج الديار: فاز الفريق في البداية 3–2 على أرضه، لكنه خسر مباراة الإياب 2–1، مع فشل روبرتو كارلوس للسيطرة على الكرة عند انطلاق المباراة مما أدى إلى تسجيل روي ماكاي في 10.12 ثانية، وهو أسرع هدف في تاريخ دوري أبطال أوروبا. محليًا، تغلب الفريق أخيرًا على برشلونة وفاز بالدوري الإسباني، لكن كابيلو أقيل في نهاية الموسم.
يعتبر المسمار في نعش نهاية حقبة الغالاكتيكوس الأول هو رحيل بيكهام لينضم إلى لوس أنجلوس غلاكسي في الدوري الأمريكي بعد موسم 2006–07. كان من المقرر أن ينتهي عقد بيكهام بعد ذلك الموسم، وفضل كالديرون إعادة توقيعه، ومع ذلك، سخر بيكهام من معاملته، وجلس على الدكة من قبل كابيلو، الذي رد لاحقًا علنًا قائلاً إن بيكهام لن يحصل على فرص أخرى في الفريق الأول، على الرغم من أنه في وقت لاحق تراجع عن هذا القرار. كان بيكهام أيضًا آخر الأربعة الكبار الذين انتقلوا، حيث انضم فيغو إلى إنتر ميلان قبل موسمين، واعتزال زيدان بعد كأس العالم 2006، وانتقال رونالدو إلى ميلان قبل نصف موسم من رحيل بيكهام. ثم تم استبدال كابيلو ببيرند شوستر، الذي قاد الفريق في كأس السوبر الإسباني وحقق لقب الدوري الإسباني للمرة الثانية على التوالي في 2007–08.

## عصرالغالاكتيكوسالثاني

### الغالاكتيكوسالثاني
- كاكا – وقع في 2009 مقابل 67 مليون يورو من ميلان.
- كريم بنزيما – وقع في 2009 مقابل 30 مليون يورو من ليون
- كريستيانو رونالدو – وقع في 2009 مقابل 94 مليون يورو من مانشستر يونايتد
- تشابي ألونسو – وقع في 2009 مقابل 34.5 مليون يورو من ليفربول
- أنخيل دي ماريا – وقع في 2010 مقابل 25 مليون يورو من بنفيكا
- لوكا مودريتش – وقع في 2012 مقابل 32 مليون يورو من توتنهام هوتسبير
- غاريث بيل – وقع في 2013 مقابل 100 مليون يورو من توتنهام هوتسبير
- توني كروس – وقع في 2014 مقابل 24 مليون يورو من بايرن ميونخ
- خاميس رودريغيز – وقع في 2014 مقابل 76 يورو مليون من نادي موناكو

يُعتبر العديد من اللاعبين الآخرين جزءًا من تراث الغالاكتيكوس نظرًا لتأثيرهم على الفريق خلال تلك الفترة على الرغم من توقيعهم سابقًا في عهد بيريز أو خريجي نظام مدريد للشباب، وغالبًا ما يشمل هؤلاء:
- إيكر كاسياس – جزء من الغالاكتيكوس الأول.
- سيرخيو راموس – جزء من الغالاكتيكوس الأول.
- بيبي – وقع قبل رئاسة بيريز في 2007 مقابل 30 مليون من بوراو
- مارسيلو – وقع قبل رئاسة بيريز في 2007 مقابل 6.5 مليون من فلومينينسي
- غونزالو هيغواين – وقع قبل رئاسة بيريز في 2007 مقابل 12 مليون من ريفر بليت
- مسعود أوزيل – وقع في 2010 مقابل 15 مليون من فيردر بريمن
- رافاييل فاران – وقع في 2011 مقابل 10 مليون من لانس
- داني كارفاخال – تخرج من نظام الشباب في عام 2012 وتم شراؤها مرة أخرى في 2013 مقابل 6.5 مليون من باير ليفركوزن
- إيسكو – وقع في 2013 مقابل 30 مليون من مالقا.
- كاسيميرو – وقع في 2013 مقابل 6 مليون من ساو باولو.
- كيلور نافاس – وقع في 2014 مقابل 10 مليون من ليفانتي.
- ماركو أسينسيو – وقع في 2014 مقابل 3.9 مليون من مايوركا.

### ما بعدالغالاكتيكوس
- تيبو كورتوا – وقع في 2018 مقابل 35 مليون من تشيلسي
- إدين هازارد – وقع في 2019 مقابل 100 مليون من تشيلسي
- فيرلاند ميندي – وقع في 2019 مقابل 50 مليون من ليون

## 2009–2018: رئاسة بيريز الثانية

### موسم 2008–09
وشهد موسم 2008–09 خسارة ريال مدريد أمام منافسه برشلونة، الذي حقق الثلاثية، ومنها فوزهم على الريال ليفوزوا بلقب الدوري الإسباني بفارق تسع نقاط. تعرض ريال مدريد للإذلال في دور الستة عشر من دوري أبطال أوروبا أمام ليفربول، حيث خسر 1–0 على ملعب سانتياغو برنابيو وخسارة 4–0 على ملعب أنفيلد. كانت الهزيمة هي الخروج المبكر في دور الستة عشر للموسم الخامس على التوالي من دوري أبطال أوروبا، مع عدم وصول الريال إلى ربع النهائي منذ 2004. ومما زاد الطين بلة، أنهم خسروا مباراتيهما في الكلاسيكو، وخرجوا من كأس الملك أمام ريال يونيون من الدرجة الثالثة. سخرت الصحافة على نطاق واسع من الفريق. أقيل المدير بيرند شوستر في منتصف موسم 2008–09، مع تراجع الفريق بشكل ملحوظ على الرغم من جهود خواندي راموس، الذي أبقى الفريق مع 19 انتصارًا متتاليًا، وقلص الفارق إلى ست نقاط فقط (في البداية، تصدر برشلونة بفارق 12 نقطة). انتهى كل شيء عندما هزم برشلونة المتألق في وقت لاحق ريال مدريد 2–6، وكان ليونيل ميسي وتشافي وتييري هنري هم النجوم.
بالإضافة إلى ذلك، استقال رئيس ريال مدريد رامون كالديرون في يناير 2009 بعد مزاعم بالفساد، وبعد أن فشل في تأمين أهداف الانتقالات للنادي.

### موسم 2009–10
أدت استقالة كالديرون إلى انتخابات رئاسية في منتصف عام 2009، وعودة فلورنتينو بيريز إلى الرئاسة. تعهد بيريز مرة أخرى بالذهاب في فورة إلى الإنفاق من أجل إعادة النادي إلى المنافسة الأوروبية والمحلية، لا سيما مع مزاعمه الصريحة بمحاولة التوقيع مع كاكا في ميلان. بعد 24 ساعة فقط من تعيينه، تم الإعلان عن مانويل بيليغريني كبديل لخواندي راموس كمدير فني. بعد الكثير من الإشاعات التي ربطته بالنادي، تم التوقيع مع كاكا حسب الأصول مقابل رسوم انتقال قياسية آنذاك قدره 56 مليون جنيه إسترليني في 9 يونيو 2009.
ثم، في 11 يونيو، كشف مانشستر يونايتد عن قبوله عرضًا مفاجئًا بقيمة 80 مليون جنيه إسترليني (رسوم انتقال قياسية جديدة) من أجل كريستيانو رونالدو. أعطى يونايتد الريال مهلة حتى 30 يونيو لإتمام الصفقة، وفي 26 يونيو، وقع ريال مدريد ويونايتد الاتفاق النهائي لانتقال رونالدو، والذي أصبح ساري المفعول في 1 يوليو. في نفس اليوم، تم التأكيد على قبول أولمبيك ليون عرضًا من مدريد لكريم بنزيما. في 29 يوليو 2009، تم الإعلان عن توصل ريال وليفربول إلى اتفاق حول انتقال ألفارو أربيلوا إلى النادي الإسباني مقابل رسوم قدرها 4 ملايين يورو، وهو نفس المبلغ الذي دفعه ليفربول للاعب في يناير 2007؛ وقع أربيلوا بعد ذلك عقدًا مدته خمس سنوات مع ريال مدريد.
في 4 أغسطس، وافق ريال مدريد وليفربول مرة أخرى على شروط انتقال تشابي ألونسو إلى سانتياغو برنابيو مقابل 34 مليون يورو. ومن بين اللاعبين الآخرين الذين قدموا إلى ريال مدريد راؤول ألبيول وإزيكييل غاراي وإستيبان غرانيرو. أصبح أنتونيو آدان حارس المرمى الثالث من خلال أكاديمية الشباب. كان المدير الفني المعين حديثًا مانويل بيليغريني تحت ضغط شديد لتحقيق نجاح فوري بعد هذه التعاقدات رفيعة المستوى.

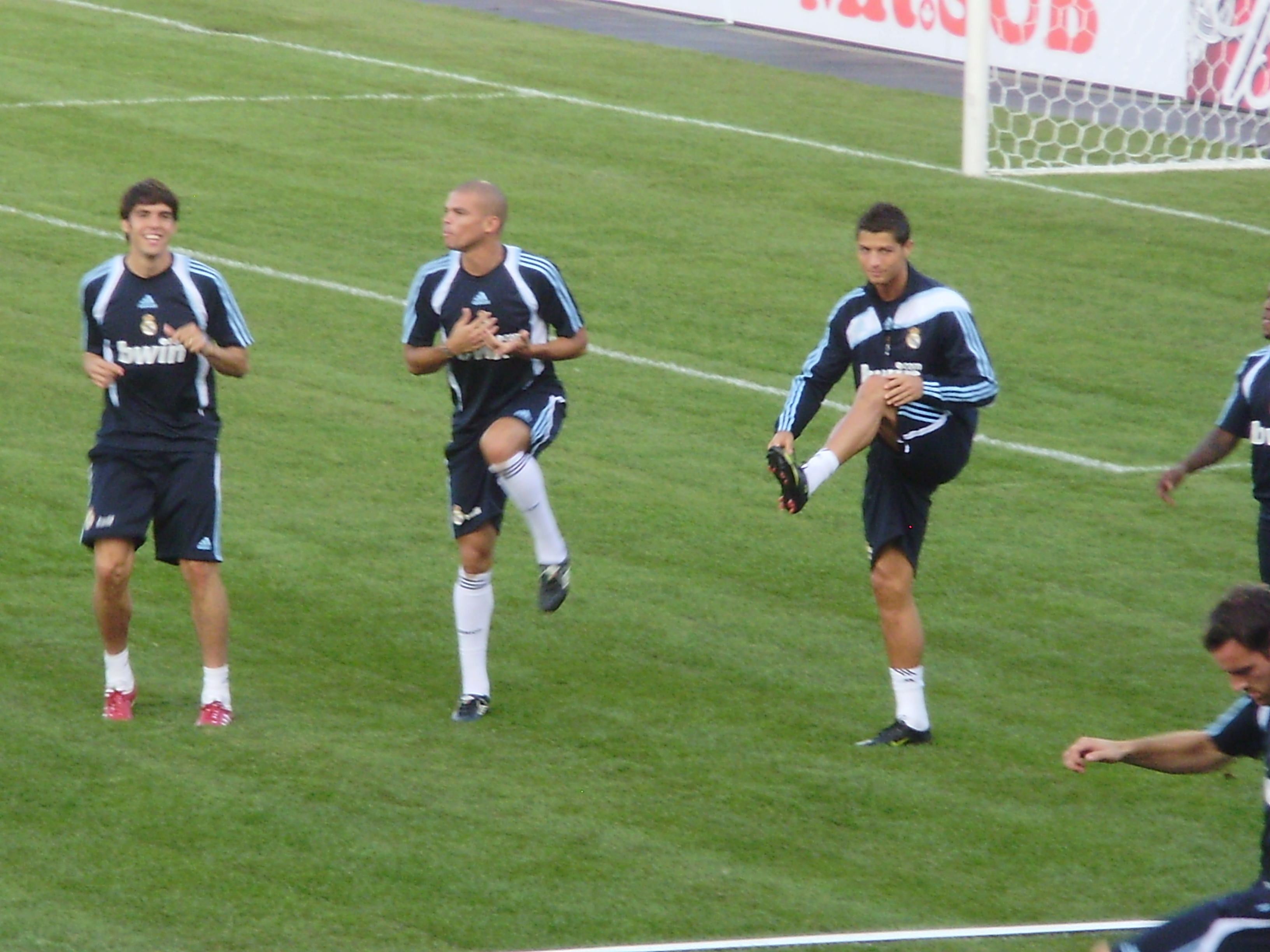
كاكا (يسار) وكريستيانو رونالدو (يمين) هما غالاكتيكوس.

في عامهم الأول، فشل العصر الثاني من الغالاكتيكوس في الفوز بأي ألقاب. تم سحقهم 4–0 أمام ألكوركون في كأس الملك (خسروا 4–1 في المجموع)، ثم خرجوا من دوري أبطال أوروبا في دور الـ16 للعام السادس على التوالي (خسروا أمام ليون 2–1 في مجموع المباراتين)، وبعد ذلك تلقى بيليغريني إنذارًا من رئيس النادي بيريز بأن على ريال الفوز بالدوري الإسباني وإلا سيتم إقالته. أنهى الموسم المحلي، سجل ريال مدريد رقماً قياسياً للنادي بلغ 96 نقطة، مع 31 فوزًا وسجل 102 هدفًا، لكنه مع ذلك احتل المركز الثاني في الدوري الإسباني أمام برشلونة حامل اللقب.
مرة أخرى، عانى ريال مدريد من قرارات انتقال سيئة، حيث تم انتقال ويسلي سنايدر وآريين روبن إلى إنتر ميلان وبايرن ميونخ على التوالي لأنهما كانا يعتبران فائضين عن متطلبات النادي، ولعب كل منهما أدوارًا رئيسية حيث وصلت أنديتهما إلى نهائي دوري أبطال أوروبا 2010 على ملعب سانتياغو برنابيو.

### موسم 2010–11
أُقيل مانويل بيليجريني وعُين جوزيه مورينيو مديرا. حتى قبل انتهاء موسم 2009–10، كان الفريق يسعى بنشاط لمغازلة مورينيو، الذي نجح في إدارة إنتر ميلان للفوز في نصف النهائي على برشلونة في دوري أبطال أوروبا (كان مشجعو اللوس بلانكوس سعداء لأن هذا حرم برشلونة من فرصة الفوز بلقب دوري أبطال أوروبا في البرنابيو) في طريقهم لتحقيق الثلاثية. تم التخلي عن مورينيو من قبل إنتر بعد الاتفاق على حزمة تعويضات قياسية في 27 مايو 2010.
على الرغم من كونه مديرًا وليس لاعبًا، غالبًا ما يُشار إلى مورينيو باسم غالاكتيكو. كان هناك طلب كبير عليه كمدير كرة قدم بسبب نجاحاته السابقة، بعد أن قاد في وقت سابق من مسيرته فريق بورتو إلى ألقاب أوروبية متتالية غير متوقّعة، ثم في تشيلسي، وإنتر حيث أخذ الأخير إلى النجاحات المحلية والأوروبية. بينما أراد ريال مدريد أن يجعل وصوله جنونًا إعلاميًا، اعترض مورينيو على خطط النادي التي كان من المفترض أن تتضمن منصة عملاقة أو عرض قميصًا أبيض ضخمًا عبر الملعب. غاب فلورنتينو بيريز خلال العرض الإعلامي البسيط الذي أعلن فيه تعيين مورينيو. وحضر فقط المدير العام خورخي فالدانو ووسائل الإعلام ومورينيو. هذا يشير إلى تحول واضح في السلطة، مع ريال مدريد «سُمح أخيرًا للمدرب [مورينيو] بحرية تكوين الفريق».
واصل ريال مدريد فورة الإنفاق بالتعاقد مع اللاعبين أنخيل دي ماريا وسيرخيو كاناليس وبيدرو ليون وريكاردو كارفاليو وسامي خضيرة ومسعود أوزيل. لعب خضيرة وأوزيل لتوهم أدوارًا رئيسية في احتلال ألمانيا المركز الثالث في كأس العالم 2010. في 20 أبريل 2011، نجحت حقبة الغالاكتيكوس الثانية في الفوز بأول ألقابها، بفوزهم 1–0 على برشلونة في نهائي كأس الملك، حيث سجل كريستيانو رونالدو الهدف الحاسم في الأشواط الإضافية. كما تمكنوا من تجاوز دور الـ16 من دوري أبطال أوروبا لأول مرة منذ سبع سنوات، ووصلوا إلى الدور نصف النهائي حيث خسروا أمام البطل في النهائية برشلونة. في الدوري الإسباني، أنهوا في المركز الثاني خلف برشلونة، حيث هزموا 0–5 في الجولة 13، وتعادلوا 1–1 في الجولة 32، وبذلك حققوا النقطة الأولى في آخر ست مباريات ضد برشلونة.
شهد مايو 2011 تعيين الغالاكتيكو السابق زين الدين زيدان كمدير عام للنادي، ليحل محل خورخي فالدانو.

### موسم 2011–12
في موسم 2011–12، فاز ريال مدريد بلقبه الثاني والثلاثين في الدوري تحت إدارة جوزيه مورينيو برقم قياسي لتسجيل الأهداف، وفارق أهداف قياسي، وكأكثر عدد انتصارات خارج الأرض من بين العديد من الأرقام القياسية الأخرى في موسم واحد في تاريخ الدوري الإسباني. كانت اللحظة الحاسمة هي الفوز 2–1 على برشلونة في كامب نو في 21 أبريل، أول خسارة لبرشلونة على أرضه هذا الموسم، مما أدى إلى زيادة تقدم ريال مدريد في الجدول إلى سبع نقاط قبل نهاية الدوري بأربع جولات. في دوري أبطال أوروبا، وصل الفريق إلى الدور نصف النهائي حيث واجه بايرن ميونخ (بقيادة يوب هاينكس، الذي قاد ريال مدريد سابقًا إلى لقب دوري أبطال أوروبا في عام 1998)، وخسر مباراة الذهاب 2–1 وفاز بالمباراة الثانية على أرضه 2–1. فاز بايرن بنتيجة 3–1 في ركلات الترجيح التي شهدت تضييع ركلات جزاء من كريستيانو رونالدو وكاكا تصدى لها مانويل نوير حارس البايرن، بالإضافة إلى ركلة جزاء ضائعة من سيرخيو راموس.

### موسم 2012–13
في موسم 2012–13 بالدوري الإسباني، فشل ريال مدريد في الدفاع عن لقبه المحلي واحتل المركز الثاني حيث عادل برشلونة رصيد النقاط القياسي للفوز بالدوري. شهد موسم 2012–13 بداية جيدة لريال مدريد، حيث فاز كأس السوبر الإسباني 2012 بقانون أهداف خارج الديار بعد تعادله مع برشلونة 4–4 في مجموع المباراتين، على الرغم من أن هذا سيكون الكأس الوحيد في هذا الموسم. بعد فوزهم بنتيجة 2–1 في مباراة إياب كأس السوبر، تغلب ريال على برشلونة في ثلاثة من لقاءاته الست في ذلك الموسم. جاء الانتصار الأكثر لفتًا للانتباه في كأس الملك 2012–13 حيث فاز ريال مدريد على برشلونة (بطل كأس ملك إسبانيا 2011–12) بنتيجة 4–2 في مجموع المباراتين بالفوز 3–1 على ملعب كامب نو (بهدفين من كريستيانو رونالدو) بعد ذلك. تعادل 1–1 في البرنابيو. وجاء الفوز الثالث على برشلونة في الجولة 26 من الدوري الإسباني، حيث تغلب عليهم الريال 2–1 بهدفين سجلهما كريم بنزيما وسيرخيو راموس.
ومع ذلك، شهد هذا العام لمورينيو صراعًا داخليًا بينه وبين العديد من اللاعبين مثل إيكر كاسياس وسيرجيو راموس وبيبي وكريستيانو رونالدو. أثارت سياسة اختيار مورينيو الجدل. كان كاسياس لاعب ريال مدريد وقائد النادي منذ فترة طويلة قد غاب عن الملاعب منذ يناير 2013 على الرغم من تعافيه من كسر في يده، لصالح دييغو لوبيز، الذي كان في حالة جيدة في الموسم المحلي والأوروبي خلال غياب كاسياس.
في دوري أبطال أوروبا، قابل ريال مدريد مانشستر يونايتد، وتعادل في مباراة الذهاب في البرنابيو 1–1، ثم فاز 2–1 على ملعب أولد ترافورد (الذي شابه الجدل حول البطاقة الحمراء الصادرة لمانشستر على لاعبه ناني)، وسجل كريستيانو رونالدو في كلا المباراتين. وصل الفريق إلى نصف نهائي دوري أبطال أوروبا للمرة الثالثة على التوالي، على الرغم من فوز بوروسيا دورتموند في مباراة الذهاب 4–1 مع تسجيل روبرت ليفاندوفسكي أربعة أهداف، مما دفع مدرب دورتموند يورغن كلوب إلى قول أنها كانت ليلة تاريخية لناديه، قائلاً، «كان ذلك مثل أخذ روبن هود من الأغنياء». فوز ريال 2–0 في مباراة الإياب على أرضه لم يكن كافياً لقلب ليمنع تأهل دورتموند 4–3 في مجموع المباراتين.
تأهل ريال إلى نهائي كأس الملك أمام منافسه أتلتيكو مدريد. وتسبب تيبو كورتوا في حرمان الريال من الفوز بسبب أداءه الرائع وسجل أتليتيكو هدفا في الأشواط الإضافية ليفوز 2–1. على الرغم من توقيع مورينيو على تمديد عقد لمدة أربع سنوات في 2012، غادر ريال مدريد باتفاق متبادل مع النادي في ختام موسم 2012–13، وسط خلافات مع اللاعبين الرئيسيين إيكر كاسياس، سيرجيو راموس وبيبي.

### موسم 2013–14
في 25 يونيو 2013، أصبح كارلو أنشيلوتي مديرًا فنيا لريال مدريد بعد التوقيع معه على عقد لمدة ثلاث سنوات. بعد يوم واحد، تم تقديمه في أول مؤتمر صحفي له في مدريد، حيث أُعلن أن كل من زين الدين زيدان وبول كليمنت سيكونان مساعديه. في 1 سبتمبر 2013، تم الإعلان عن انتقال غاريث بيل الذي طال انتظاره من توتنهام هوتسبير، مع انضمام بيل إلى كريم بنزيما وكريستيانو رونالدو في هجوم مدريد. انتقال اللاعب الويلزي كان رقماً قياسياً جديداً، حيث بلغ سعر الانتقال حوالي 100 مليون يورو. في أول موسم لأنشيلوتي مع النادي، فاز ريال مدريد بكأس الملك، وسجل بيل هدف الفوز في المباراة النهائية ضد برشلونة. في 24 مايو 2014، هزم ريال مدريد منافسه أتلتيكو مدريد في نهائي دوري أبطال أوروبا، وحقق أول لقب أوروبي له منذ عام 2002، وأصبح الفريق الأول الذي يفوز بعشر كؤوس أوروبية، وهو إنجاز يُعرف باسم العاشرة (بالإسبانية: La Décima)‏. أنهى ثلاثي ريال مدريد المهاجم، بيل، بنزيما وكريستيانو، الملقب بـ«بي بي سي»، الموسم برصيد 97 هدفاً.

### موسم 2014–15
في 12 أغسطس 2014، فاز ريال مدريد بكأس السوبر الأوروبي ضد إشبيلية بطل الدوري الأوروبي 2013–14 بنتيجة 2–0. سجل كريستيانو رونالدو هدفي ريال مدريد ليفوز باللقب الرسمي رقم 78 للنادي. في كأس السوبر الإسباني 2014، ضد أتلتيكو، أنهى ريال مباراته على أرضه بنتيجة 1–1 بعد هدفي خاميس رودريغيز وراؤول غارسيا. في ملعب فيسنتي كالديرون صدم ماريو ماندجوكيتش الريال في وقت مبكر بعد دقيقتين فقط لينتهي لقاء الإياب بهدف وحيد في المباراة، وهو ما يعني فوز أتليتكو باللقب. في المباراة الأخيرة من الموسم، أصبح مارتين أوديغارد أصغر لاعب يشارك مع ريال مدريد في الدوري الإسباني.

### موسم 2015–16
في 4 يناير 2016، أُعلن عن إقالة بينيتيز واستبداله بزين الدين زيدان. في 28 مايو 2016، هزم ريال مدريد منافسه أتلتيكو مدريد في نهائي دوري أبطال أوروبا، وفاز بلقبه الأوروبي الحادي عشر.

### موسم 2016–17
في 2 مايو 2017، في الدور نصف النهائي من دوري أبطال أوروبا ضد أتلتيكو مدريد، سجل رونالدو هاتريك آخر ليساعد ريال مدريد في تحقيق الفوز 3–0 على أرضه في مباراة الذهاب. في 6 مايو 2017، قادت ثنائية كل من موراتا ورودريغيز ضد غرناطة مدريد للفوز 4–0. في 10 مايو 2017، كان هدف إيسكو كافياً لضمان وصول ريال مدريد إلى نهائي دوري أبطال أوروبا، على الرغم من خسارة مباراة الإياب من نصف النهائي 1–2 أمام أتلتيكو مدريد، مما يعني أن ريال تأهل بنتيجة 4–2 في مجموع المباراتين. في 14 مايو 2017، ضمنت ثنائية رونالدو وأهداف من ناتشو وكروس فوز ريال مدريد 4–1 على إشبيلية. في 17 مايو 2017، سجل رونالدو هدفين وهدفين من بنزيما وكروس فوزًا لريال مدريد 4–1 خارج ملعبه على سيلتا فيغو. هذا الفوز أعطى ريال مدريد الصدارة في جدول الدوري، مع بقاء مباراة واحدة. في 21 مايو 2017، حقق الفوز 2–0 على مالقا، بهدفين من رونالدو وبنزيما، ليحققوا لقب الدوري رقم 33 لريال مدريد.
في 3 يونيو 2017، فاز ريال مدريد في نهائي دوري أبطال أوروبا 2017 بنتيجة 4–1 ضد يوفنتوس، بهدفين من رونالدو وهدفين كاسيميرو وأسينسيو، ليفوزوا بلقبهم الثاني على التوالي والثاني عشر. وبهذا الفوز، أصبح ريال مدريد أول فريق يدافع عن لقبه في حقبة دوري أبطال أوروبا.

### موسم 2017–18
فاز ريال مدريد بدوري أبطال أوروبا للمرة الثالثة على التوالي بفوزه على ليفربول 3–1، ليصبح أول فريق يحقق هذا الإنجاز منذ عام 1976.